# 凯莱德
凯莱德，是匈牙利沃什州所辖的一个村，总面积8.72平方公里，总人口71，人口密度8.1人/平方公里（2010年1月1日）。